# Apicia strigularia
Apicia strigularia là một loài bướm đêm trong họ Geometridae.